# Henry Friedlander
Henry Friedlander, född Heinz Egon Friedländer 24 september 1930 i Berlin, död 17 oktober 2012 i Bangor, Maine, var en amerikansk historiker och författare av tysk härkomst. Friedlander överlevde flera koncentrationsläger.